# Прапор Борзнянського району
Пра́пор Борзня́нського райо́ну — прямокутне полотнище із співвідношенням сторін 1:2, розділене на три горизонтальні частини. Верхня частина — блакитно кольору — символ чистого блакитного неба, середня — зеленого кольору — символізує ліси, а нижня жовта символізує безкраї хлібні лани.